# Просаленти, Элени
Элени Просаленти (греч. Ελένη Προσαλέντη; 1870, Керкира — 1911, Керкира) — греческая художница 2-й половины XIX — начала XX веков.

## Биография

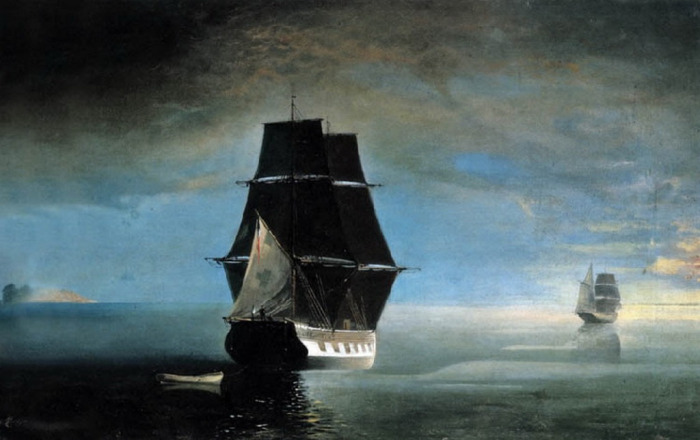
Парусники ночью.

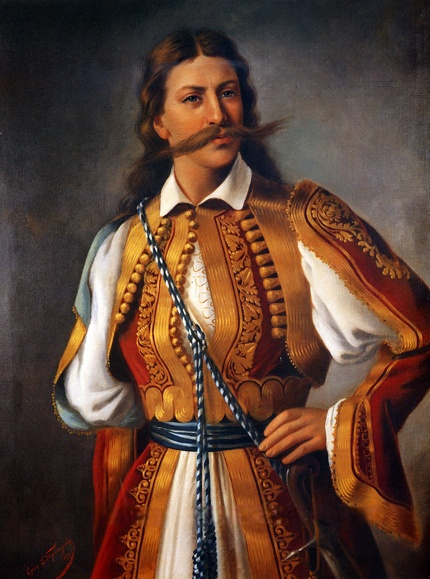
Константин Мавромихалис: Национальный исторический музей Греции.

Элени Просаленти родилась в семье известных художников острова Керкира. Её дед, скульптор и художник Павлос Просалентис (1784—1837), считается первым профессиональным скульптором современной Греции. Художником был и её отец Спиридон (1830—1895).
Художниками стали также её братья Павлос (младший) (1857—1894) и Эмилиос (1896—1926) и сестра Ольга (1870—1930).
Несмотря на то что семья Просалентисов хорошо известна искусствоведам, есть неопределёность с годом и местом рождения Элени Просаленти (Афины или Керкира, между 1870 и 1874 годами).
Первые уроки живописи Элени получила у своего отца. Элени Просаленти следовала академической манере живописи. Её основными жанрами были портрет и иконопись.
Элени Просаленти выставляла свои работы на выставках в Афинах в 1896 и 1900 годах и многих других групповых выставках.
Самыми известными её картинами стали портреты Константина Мавромихалиса, Тимолеона Аргиропулоса, и митрополита Коринфа Сократа.
Её картины хранятся в Национальном историческом музее, Галерее «Πарнас». Иконы хранятся в церквях Панагиа тон Ксенон (Παναγία των Ξένων — Богородица чужестранцев) на Керкире, Святой Георгий Карициса в Афинах и в церкви Ризарийской богословской школы в Афинах.
Учеником Элени Просаленти был художник Сгурос, Дионисиос.
Художница умерла на Керкире в 1910 или 1911 году.